# Władcy Luksemburga

Herb Luksemburga

## Dynastia Luxembourge-Ardennes
- 963–998: Zygfryd I, także hrabia Moselgau, książę Lotaryngii
- 998–1026: Henryk I
- 1026–1047: Henryk II
- 1047–1059: Giselbert, także hrabia Salm
- 1059–1086: Konrad I
- 1086–1096: Henryk III
- 1096–1130: Wilhelm I
- 1130–1136: Konrad II

## Dynastia Namur-Luxembourg
- 1136–1196: Henryk IV Ślepy, także hrabia Namur
- 1196–1247: Ermezynda I
  - 1196–1214: Tybald, hrabia Baru
  - 1214–1226: Walram III z Limburga

## Dynastia Limburg-Luxembourg
- 1247–1281: Henryk V
- 1281–1288: Henryk VI
- 1288–1313: Henryk VII, także cesarz rzymski i król niemiecki
- 1313–1346: Jan I, także król Czech
- 1346–1353: Karol I, także cesarz rzymski i król niemiecki
- 1353–1383: Wacław I, od 1354 r. książę Luksemburga
- 1383–1388: Wacław II, także król niemiecki
- 1388–1411: Jodok z Moraw także margrabia Moraw i król niemiecki
- 1411–1443: Elżbieta I
  - 1411–1415: Antoni I Brabancki
  - 1418–1425: Jan III

Będąc bezdzietną, Elżbieta Zgorzelecka w 1441  sprzedała Luksemburg władcy Burgundii Filipowi III, który przejął miasto w 1443, lecz nie przybrał tytułu książęcego. Jego syn Karol Zuchwały przyjął go w 1467, kiedy Elżbieta Rakuszanka (żona króla Polski Kazimierza IV Jagiellończyka) podniosła swoje roszczenia do Luksemburga. Odtąd był to tytuł należny książętom Burgundii.

## Dynastia burgundzka (linia boczna Walezjuszów)
- 1443–1467: Filip I Dobry
- 1467–1477: Karol II Zuchwały
- 1477–1482: Maria I

## Habsburgowie
- 1482–1506: Filip II Piękny
- 1506–1556: Karol III
- 1556–1598: Filip III
- 1598–1621: Izabela Klara Eugenia Habsburg i Albrecht VII Habsburg
- 1621–1665: Filip IV
- 1665–1700: Karol IV

## Burbonowie
- 1700–1713: Filip V

## Habsburgowie
- 1713–1740: Karol V
- 1740–1780: Maria II

## Dynastia habsbursko-lotaryńska
- 1780–1790: Józef I
- 1790–1792: Leopold I
- 1792–1794: Franciszek I
- 1794: utrata na rzecz Francji